# The Flaming Clue
The Flaming Clue er en amerikansk stumfilm fra 1920 af Edwin L. Hollywood.

## Medvirkende
- Harry T. Morey som Ralph Cornell
- Lucy Fox som Betty Quail
- Sidney Dalbrook som Aaron Prine
- Jack McLean som Jimmie Quail
- Eleanor Barry
- R. E. Milasch som Lassiter
- Robert Gaillard
- Bernard Siegel
- Frank Evans